# Postplatyptilia akerbergsi
Postplatyptilia akerbergsi är en fjärilsart som beskrevs av Cees Gielis 1991. Postplatyptilia akerbergsi ingår i släktet Postplatyptilia och familjen fjädermott. Inga underarter finns listade i Catalogue of Life.